# Alessandro Dordi
Alessandro Dordi (n. 22 ianuarie 1931, Gandellino, Lombardia, Regatul Italiei – d. 25 august 1991, Chimbote, Peru) a fost un preot italian. Declarat martir al credinței printr-un decret semnat la 3 februarie 2015, a fost beatificat la 5 decembrie 2015.

## Biografie
Alessandro Dordi s-a născut în Gandellino, lângă Bergamo, în Lombardia. După hirotonirea sa preoțească, a slujit ca preot diecezan.
Ulterior, a administrat îngrijire pastorală pentru migranții italieni din Elveția. Preocupat de situația clasei muncitoare și de problemele sociale ale acesteia, s-a implicat ca preot muncitor.
Membru al organizației misionare Fidei Donum, Don Dordi a fost trimis în Peru și s-a stabilit în parohia Santa, din regiunea Chimbote. A fost implicat în special în sectorul agricol, lansând programe de dezvoltare rurală. În ciuda presiunii teroriste omniprezente, el își continuă activ munca pastorală și este considerat o amenințare de către organizația Sendero Luminoso. După uciderea a doi misionari franciscani conventuali pe care îi cunoștea, Michał Tomaszek și Zbigniew Strzałkowski, Alessandro Dordi a rămas la datorie, continuând activitatea pastorală.

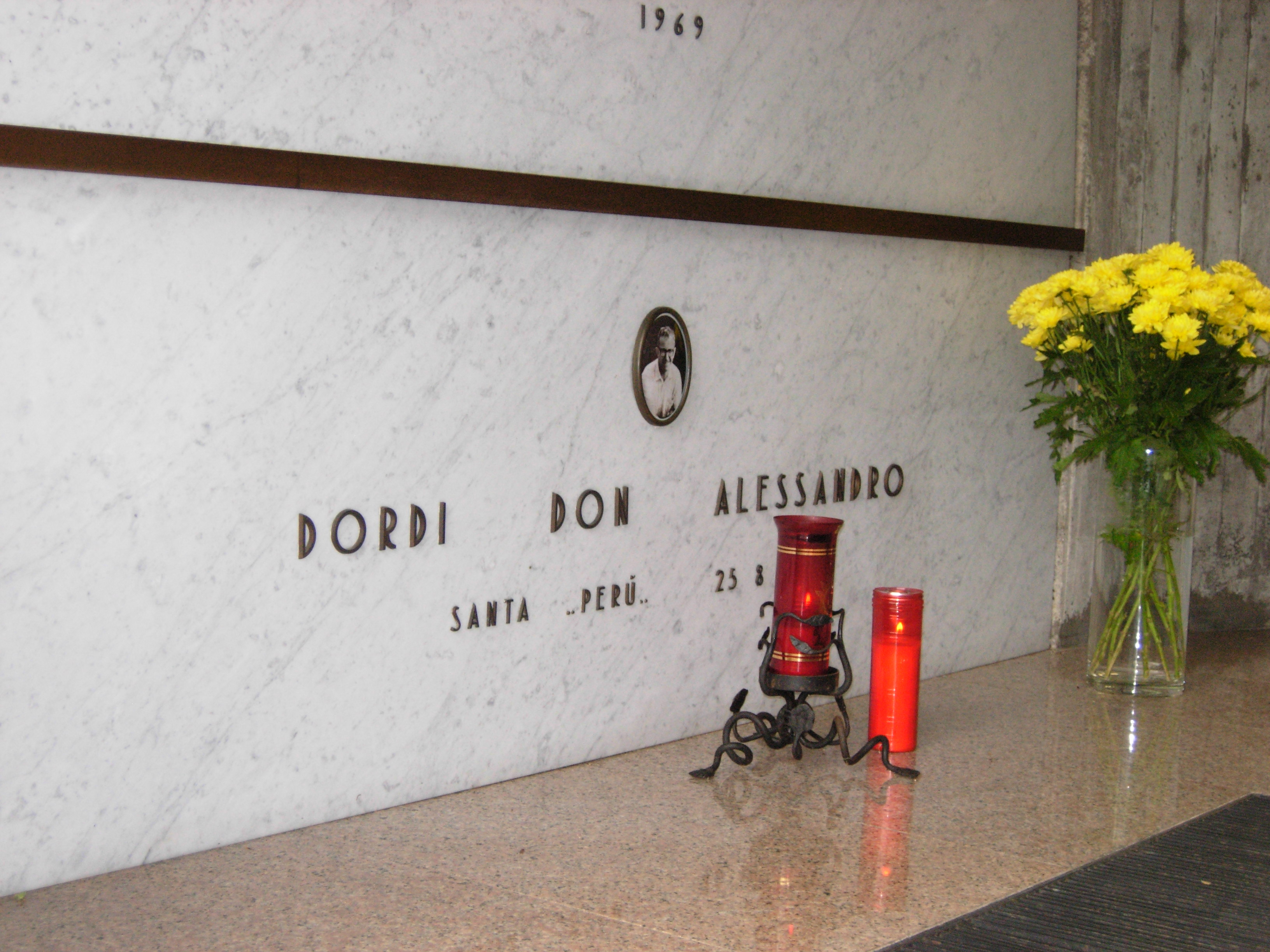
Mormântul Fericitului Alessandro Dordi

La 25 august 1991, în timp ce se întorcea dintr-un sat unde botezase copii, a fost atacat într-o ambuscadă și împușcat mortal, din „ură față de credință”.

## Beatificare
Cauza sa de beatificare a fost deschisă în 1996, iar pe 3 februarie 2015 papa Francisc l-a recunoscut pe Don Dordi drept martir al credinței (ucis in odium fidei / ucis din ură față de credință) prin semnarea decretului care l-a ridicat la rangul de fericit.
Ceremonia de beatificare a celor doi tineri părinți franciscani polonezi și a lui Alessandro Dordi a avut loc pe 5 decembrie 2015 pe stadionul Manuel Rivera Sanchez din Chimbote, oficiată de cardinalul Angelo Amato, în numele suveranului pontif, în prezența președintelui statului Peru, Ollanta Humala, a prim-ministrului peruan și a ambasadorilor Poloniei și Italiei.